# Stekelbockar
Stekelbockar (Necydalis) är ett släkte av skalbaggar som beskrevs av Carl von Linné (auktor)|Carl von Linné 1758. Stekelbockar ingår i familjen långhorningar.

## Bildgalleri

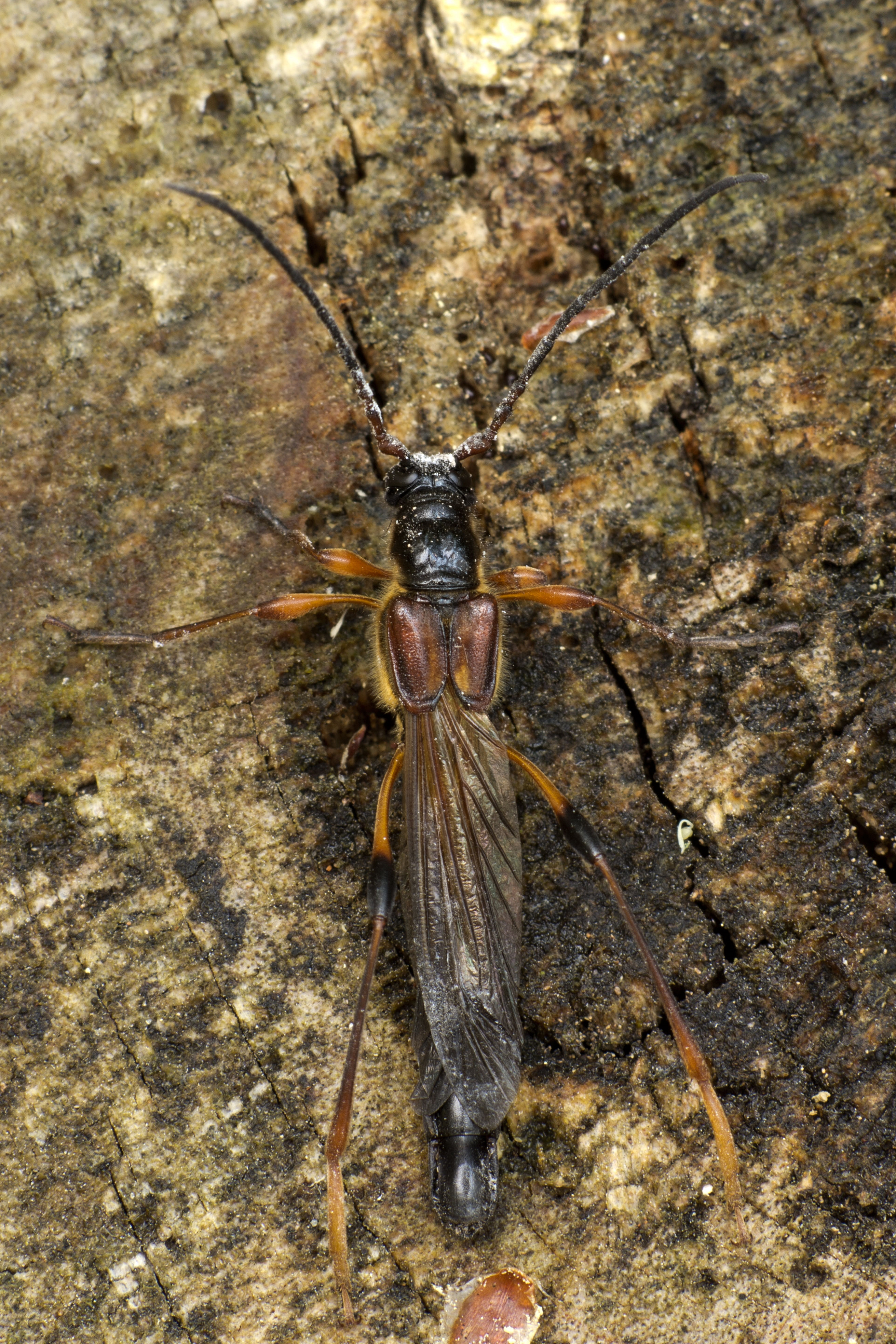
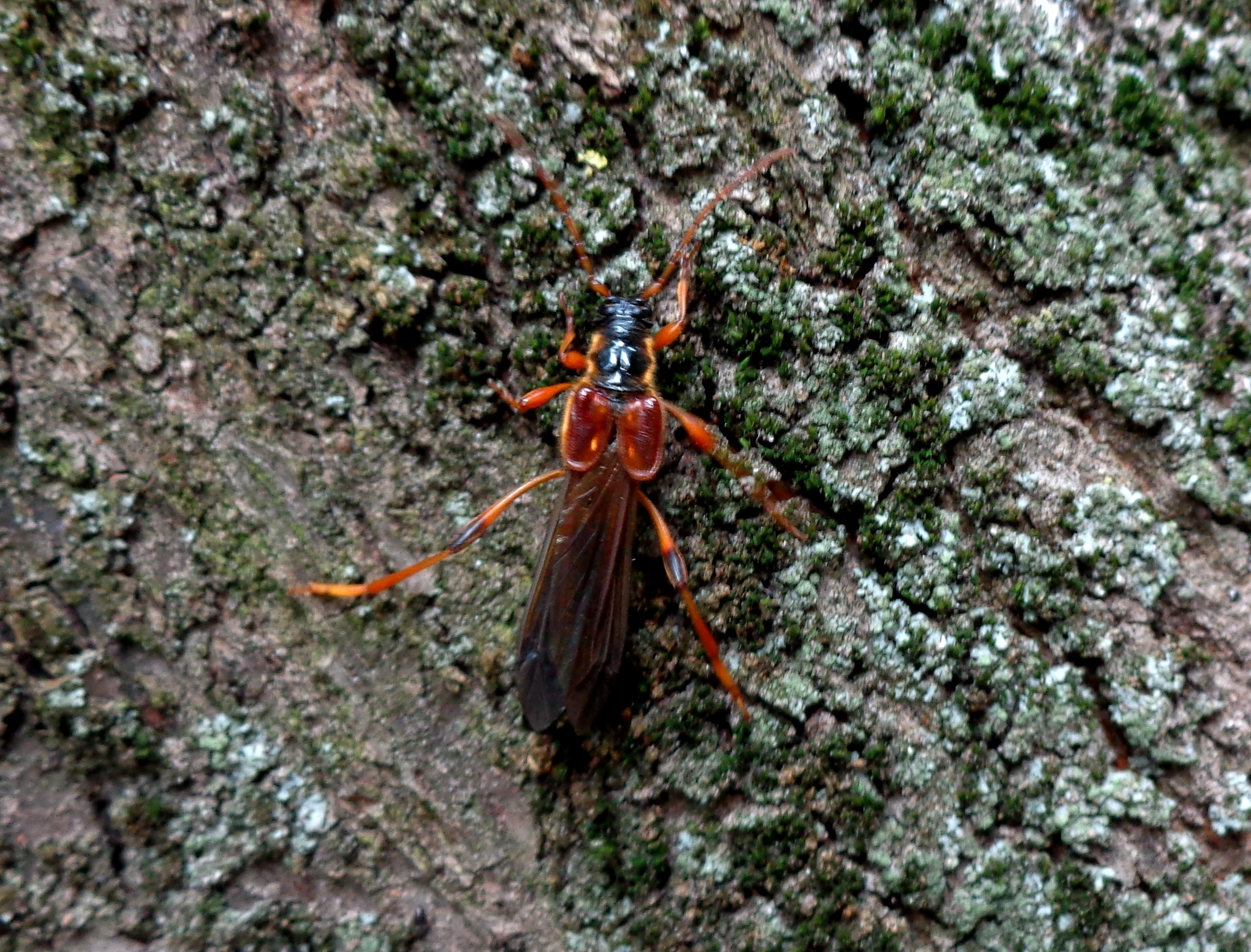
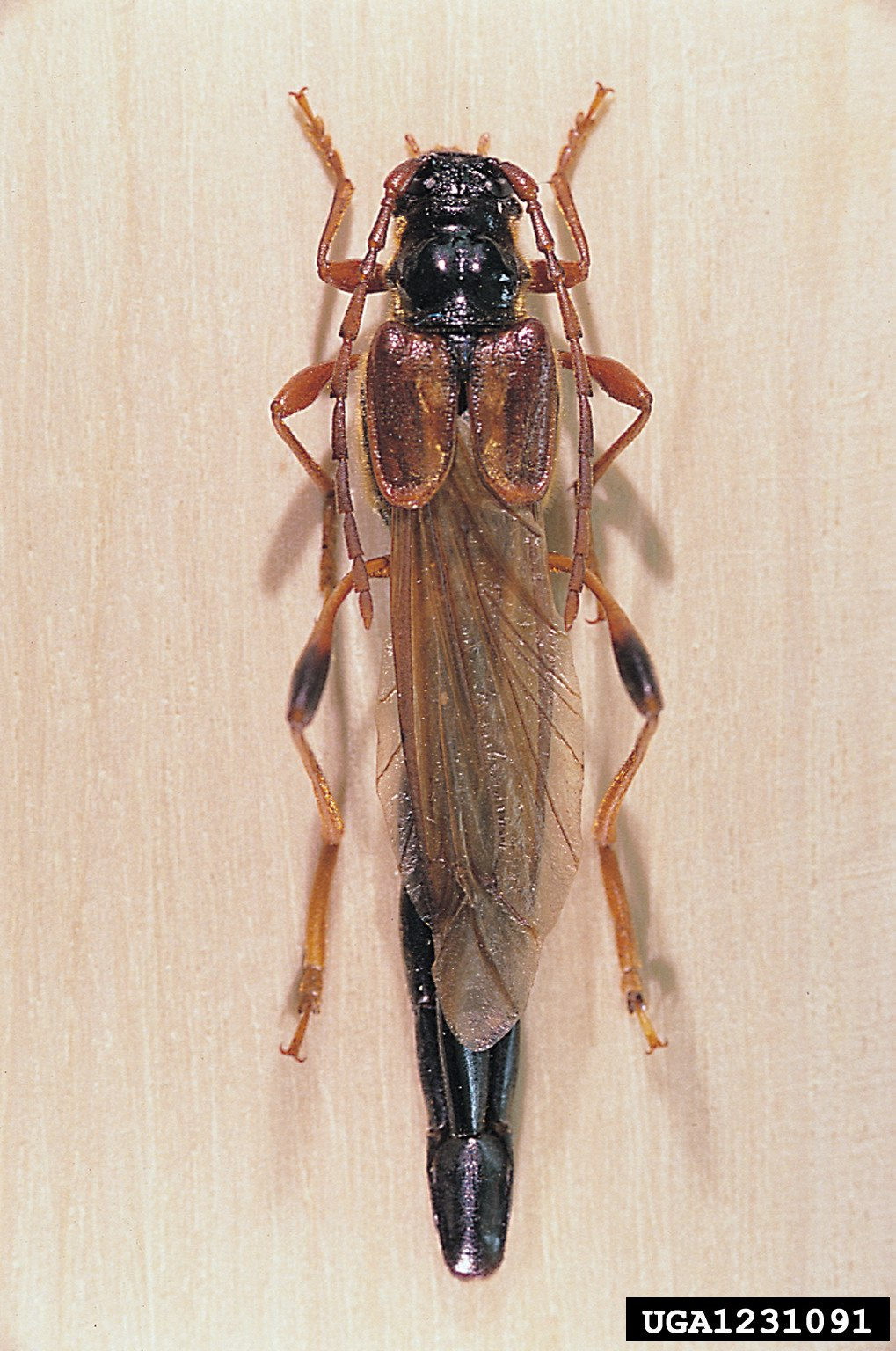
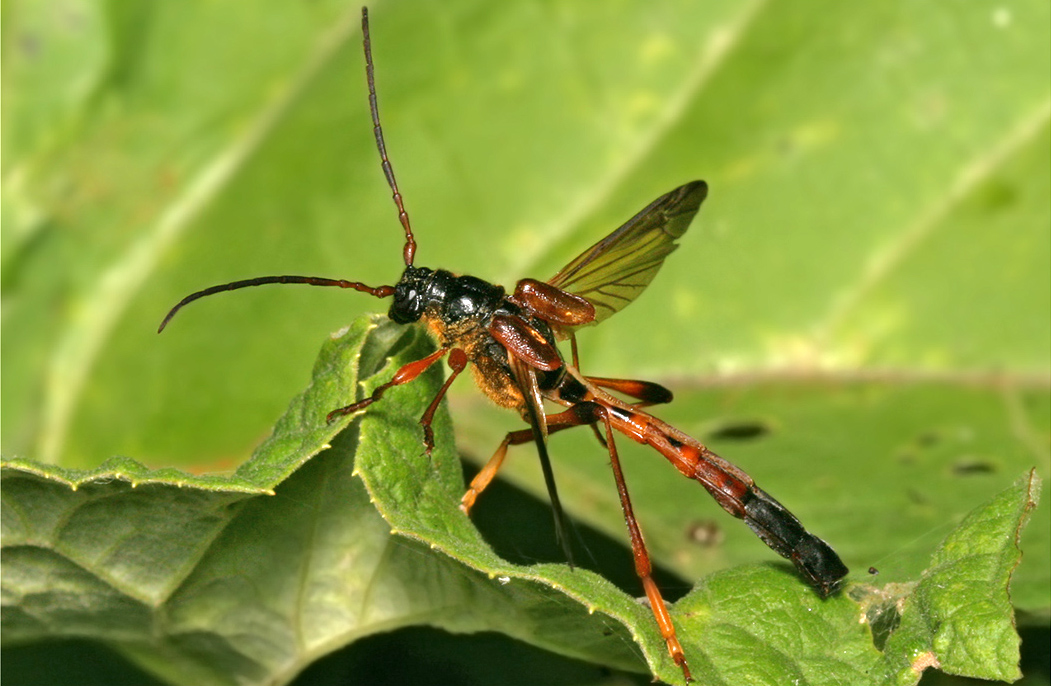
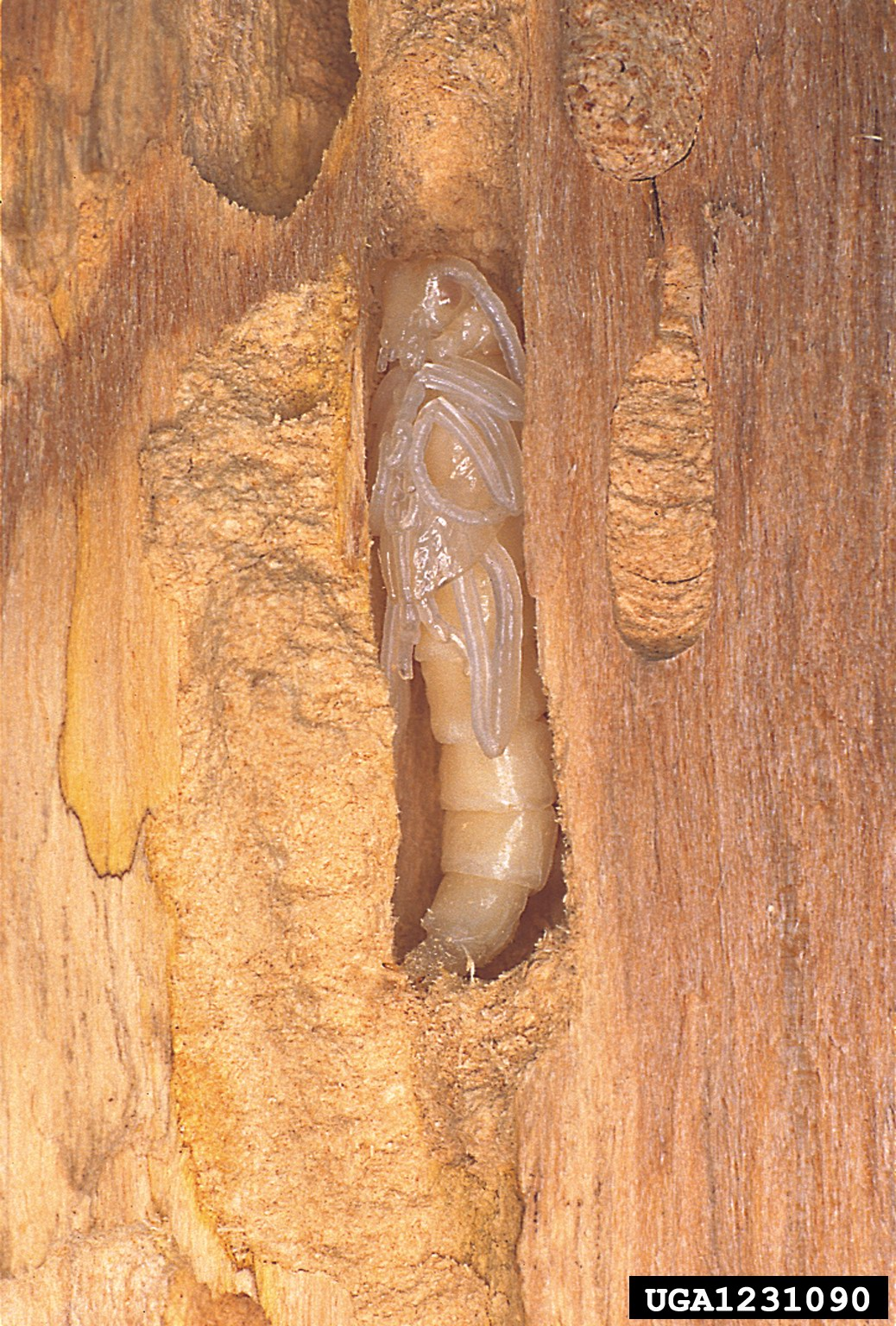
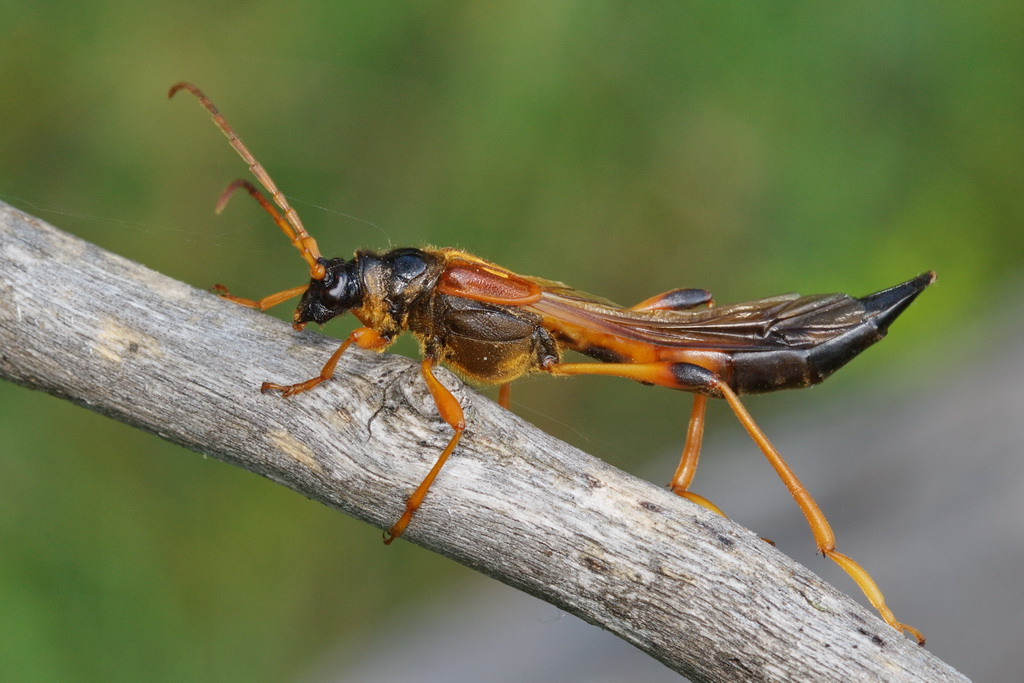

## Dottertaxa till stekelbockar, i alfabetisk ordning[1][2]
- Necydalis acutipennis
- Necydalis alpinicola
- Necydalis araii
- Necydalis atricornis
- Necydalis barbarae
- Necydalis bicolor
- Necydalis cavipennis
- Necydalis choui
- Necydalis collaris
- Necydalis concolor
- Necydalis esakii
- Necydalis formosana
- Necydalis fujianensis
- Necydalis galloisi
- Necydalis gigantea
- Necydalis harmandi
- Necydalis indica
- Necydalis indicola
- Necydalis inermis
- Necydalis insulicola
- Necydalis itoi
- Necydalis katsuraorum
- Necydalis kumei
- Necydalis laevicollis
- Necydalis lateralis
- Necydalis maculipennis
- Necydalis major
- Necydalis marginipennis
- Necydalis mellita
- Necydalis meridionalis
- Necydalis mizunumai
- Necydalis montipanus
- Necydalis morio
- Necydalis moriyai
- Necydalis nanshanensis
- Necydalis nepalense
- Necydalis niisatoi
- Necydalis oblonga
- Necydalis odai
- Necydalis pennata
- Necydalis rudei
- Necydalis rufiabdominis
- Necydalis sabatinellii
- Necydalis sachalinensis
- Necydalis sericella
- Necydalis sirexoides
- Necydalis solida
- Necydalis strnadi
- Necydalis uenoi
- Necydalis ulmi
- Necydalis wakaharai
- Necydalis yakushimensis